# Autoritatea Europeană pentru Siguranța Alimentară

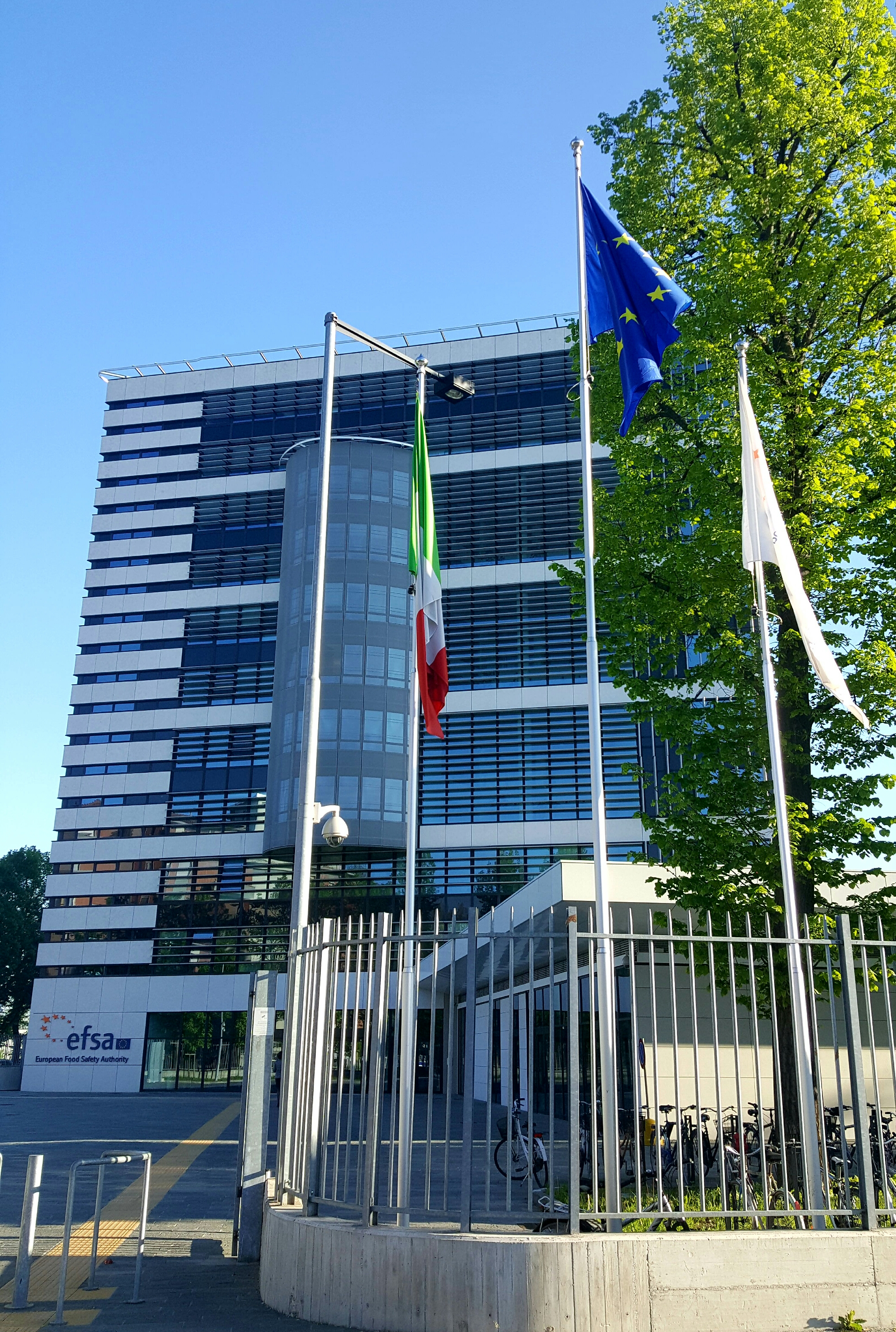
Sediul Autorității Europene pentru Siguranța Alimentară la Parma, Italia.

Autoritatea Europeană pentru Siguranța Alimentară (EFSA - acronim de la European Food Safety Authority) este o agenție a Uniunii Europene (UE) care oferă oferă consiliere științifică independentă cu privire la riscurile alimentare. EFSA a fost înființată în februarie 2002 și are sediul în Parma, Italia. EFSA emite avize despre riscurile alimentare existente și emergente. Informațiile furnizate de agenție sunt utilizate în cadrul procesului de elaborare a legislației și politicilor UE, contribuind astfel la protejarea consumatorilor împotriva riscurilor asociate lanțului alimentar. Domeniul de activitate a agenției include: siguranța alimentelor și a hranei pentru animale, nutriția, sănătatea și bunăstarea animalelor, protecția plantelor și sănătatea plantelor. De exemplu EFSA furnizează date despre pesta porcină africană. În activitatea sa, EFSA colectează date și efectueză expertiză științifică, elaborează avize științifice independente și actualizate cu privire la aspecte legate de siguranța alimentară, comunică publicului larg rezultatele activității sale științifice, cooperează cu țările UE, organismele internaționale și alte părți interesate, consolidează încrederea în sistemul de securitate alimentară al UE. Studiile științifice ale Autorității Europene pentru Siguranța Alimentară sunt publicate în Jurnalul EFSA, un jurnal științific online cu acces deschis.